# Fascismo intransigente
Il fascismo intransigente o fascismo rivoluzionario, per certi aspetti analogo al cosiddetto fascismo di sinistra, è una corrente minoritaria del fascismo italiano. Si rifà all'integrità del manifesto di San Sepolcro e agli ideali originali del movimento, definiti prima della marcia su Roma. Questa corrente si discostò dal PNF e dagli avvenimenti del ventennio.
Durante il ventennio il fascismo fu un regime reazionario di estrema destra, compromesso con la Chiesa cattolica e con le forze politiche conservatrici, a causa della comune opposizione al marxismo materialista e al liberalismo individualista.

## Caratteristiche
Le caratteristiche ideologiche di tale linea di pensiero, che non ottenne mai un grande consenso (ad eccezione di Roberto Farinacci o il sindacalista rivoluzionario Aurelio Padovani) e che fu sostanzialmente ignorata da Mussolini sono:
- socialismo nazionale;
- sindacalismo rivoluzionario;
- repubblicanesimo;
- futurismo;
- terzismo;
- anticlericalismo;
- antiparlamentarismo;
- anticomunismo;
- anticapitalismo.

## Dalla Repubblica di Salò ad oggi
Alcuni elementi del fascismo più ortodosso e intransigente, come la socializzazione dell'economia, il corporativismo e l'ostilità verso la monarchia, furono ripresi dal PFR nella Repubblica di Salò.
Oggi, tali elementi sono in parte riscontrabili nel Movimento Fascismo e Libertà - Partito Socialista Nazionale, un partito minore di estrema destra.